# Tinaegeria ochracea
Tinaegeria ochracea is een vlinder uit de familie Stathmopodidae. De wetenschappelijke naam van de soort is voor het eerst geldig gepubliceerd in 1856 door Walker.